# Global Infantilists
Global Infantilists var en kortlivad musikgrupp i början av 1980-talet i Stockholm med Mare Kandre (sång, piano) och Olle Schedin (gitarr, piano, synt med mera). På den självbetitlade debuten spelar även Sven Ohlman (bas) och Mats Wigerdal (trummor). Bandets ursprung var ett musikarbete som Ohlman hade i gymnasiet. På "A Sense of Belonging" medverkar Håkan Soold (gitarr). Medlemmarna kom från punkrocksscenen från det sena 1970-talet; Kandre som sångerska i banden Kramp och Ruhr; Schedin hade spelat med Soold i Guds barn och Dom Dummaste, Ohlman i Plast och Wigerdal i Kitchen & The Plastic Spoons.
Global Infantilists hann bara göra två skivor innan Mare Kandre lämnade musicerandet för en succéartad författarbana. På debuten kan man fortfarande skönja punkrötterna, medan uppföljaren snarare får föras till synt- eller konstmusikfacket. Den präglas av Schedins konstfärdigt utmejslade syntkaskader och Kandres särpräglade röst och poetiska texter. De medverkade också i SVT:s Bagen.

## Diskografi
- 1981 – Global Infantilists (Abstract records)
- 1983 – A Sense of Belonging (MNW)